# トーキョー・テイルズ
『トーキョー・テイルズ』（原題：Tokyo Tales）は、ドイツのヘヴィメタルバンド、ブラインド・ガーディアンが1993年に発表した、バンドにとって初めてのライブ・アルバム。

## 解説
ブラインド・ガーディアン初の日本ツアーのうち、12月4日と6日の東京公演の音源を使用した。ハンズィ・キアシュは、「このライヴ・アルバムを特別なものにしているのはファンの歌」とコメントしており、また、ドイツのファンの歌声はヴォリュームが一定なのに対して、日本のファンは「聴くべきところは押さえ気味で、コーラスのところにくるとウワッと大きくなる。これには驚いた」と振り返っている。
キーボード演奏は、アメリカ人のマーク・ズィー。彼は1992年にサムホェア・ファー・ビヨンドの欧州ツアーで前座をしていたアイスド・アースのキーボード奏者としてゲスト参加。その演奏にブラインド・ガーディアンが気に入り、日本公演の参加をオファーした。
こぼれ話として、この初来日では大阪公演の観客の盛り上がりや歓声が凄まじく、関係者の誰もが大阪公演を収録するものと考えていたのだが、ステージ上ではその違いに気づかなかったために東京公演を収録してしまった、と後にメンバーが語っている。

## リマスター
1993年当時は、日本盤のみ「ロード・オブ・ザ・リングズ」を追加した13曲入りで発売された。
2007年にリミックス・リマスターされ、日本盤と同様、「ロード・オブ・ザ・リングズ」がボーナストラックが追加されたバージョンが発売。センチュリー・メディア・レコードから2009年に発売されたドイツ盤再発CDにも日本盤と同様、「ロード・オブ・ザ・リングズ」が追加収録されている。
また、2013年に発売された「ア・トラヴェラーズ・ガイド・トゥ・スペース・アンド・タイム（A Traveler's Guide to Space and Time）」という限定ボックスセットには、ミキシングを若干の調整を加えた新たなリマスター盤が収録。

## 収録曲
|    | タイトル                                                         | 作詞         | 作曲                                                                                                 | 演奏時間 | オリジナル曲のアルバム名                     |
| -- | ---------------------------------------------------------------- | ------------ | --- | -------- | -------------------------------------------- |
| 1  | インクウィジション Inquisition                                   | -            | ハンズィ・キアシュ、アンドレ・オルブリッチ、マーカス・ズィーペン、トーマス ・"トーメン"・ スタッシュ | 0:50     | フォロー・ザ・ブラインド                     |
| 2  | バニッシュ・フロム・サンクチュアリィ Banish from Sanctuary       | キアシュ     | キアシュ、オルブリッチ、ズィーペン、スタッシュ                                                       | 6:13     | フォロー・ザ・ブラインド                     |
| 3  | ジャーニー・スルー・ザ・ダーク Journey Through the Dark          | キアシュ     | キアシュ、オルブリッチ                                                                               | 5:12     | サムホェア・ファー・ビヨンド                 |
| 4  | トラヴェラー・イン・タイム Traveler in Time                      | キアシュ     | キアシュ、オルブリッチ                                                                               | 6:33     | テイルズ・フロム・ザ・トワイライト・ワールド |
| 5  | クエスト・フォー・タネローン The Quest for Tanelorn              | キアシュ     | キアシュ、オルブリッチ、ズィーペン、カイ・ハンセン                                                   | 6:02     | サムホェア・ファー・ビヨンド                 |
| 6  | グッバイ・マイ・フレンド Goodbye My Friend                       | キアシュ     | キアシュ、オルブリッチ、スタッシュ                                                                   | 6:28     | テイルズ・フロム・ザ・トワイライト・ワールド |
| 7  | タイム・ホワット・イズ・タイム Time What Is Time                 | キアシュ     | キアシュ、オルブリッチ                                                                               | 6:41     | サムホェア・ファー・ビヨンド                 |
| 8  | マジェスティ Majesty                                             | キアシュ     | キアシュ、オルブリッチ                                                                               | 7:46     | バタリアンズ・オブ・フィア                   |
| 9  | ヴァルハラ Valhalla                                              | キアシュ     | キアシュ、オルブリッチ、ズィーペン、スタッシュ                                                       | 6:07     | フォロー・ザ・ブラインド                     |
| 10 | ウェルカム・トゥ・ダイング Welcome to Dying                      | キアシュ     | キアシュ、オルブリッチ                                                                               | 5:55     | テイルズ・フロム・ザ・トワイライト・ワールド |
| 11 | ロード・オブ・ザ・リングズ Lord of the Rings                     | キアシュ     | キアシュ、ズィーペン                                                                                 | 3:52     | テイルズ・フロム・ザ・トワイライト・ワールド |
| 12 | ロスト・イン・ザ・トワイライト・ホール Lost in the Twilight Hall | キアシュ     | キアシュ、オルブリッチ、ズィーペン、スタッシュ                                                       | 7:25     | テイルズ・フロム・ザ・トワイライト・ワールド |
| 13 | バーバラ・アン Barbara Ann                                       | Fred Fassert | Fassert                                                                                              | 2:58     | フォロー・ザ・ブラインド                     |

## 参加ミュージシャン
- ハンズィ・キアシュ - ボーカル、ベース
- アンドレ・オルブリッチ - リードギター、リズムギター、アコースティック・ギター、バッキング・ボーカル
- マーカス・ズィーペン - リズムギター、アコースティック・ギター、バッキング・ボーカル
- トーマス ・"トーメン"・ スタッシュ - ドラムス

ゲスト・ミュージシャン
- マーク・ズィー（Marc Zee ） - キーボード、バッキング・ボーカル

ライブクルー
- ステージマネジャー - トーマス・"レングリッヒ"・ニッシュ（Thomas "Länglich" Nisch）
- マーチャンダイズ - ザシャ・ヴィッシュンスキー（Sascha Wischnewsky）
- ギターテクニシャン - ディルキー・ブッシェ（Dirkie Busche）
- ドラムテクニシャン - ダニエル・クレッカーズ（Daniel Kleckers）
- プロダクション、サウンド - カレ・トラップ（Kalle Trapp）
- ツアーマネジャー - ヘンリー・クレーレ（Henry Klaere）
- ライト - ヨギ・カッペル（Jogi Cappel）
- 撮影 - ブッフォ・シュネーデルバッハ（Buffo Schnädelbach）、ハタノヨシマサ
- セカンド・エンジニア - ピート・シールク（Piet Sielck）

プロダクション
- プロデューサー - カレ・トラップ（Kalle Trapp）
- セカンド・エンジニア - ピート・シールク（Piet Sielck）
- レコーデング - 東京厚生年金会館、NHKホール
- 録音 - タムコレコーデング・モバイル（Recording Mobile Tamco）
- ミキシングスタジオ - カロ・ミュージック・スタジオ　ブラッケル / ハンブルク（Karo Musik Studios Brackel / Hamburg）
- アルバムアートワーク - アンドレアス・マーシャル（Andreas Marshall）

2007年、2009年リマスター版プロダクション
- リマスター - ヴォルフガンク・エラー（Wolfgang Eller）（2007年3-4月）
- マスタリング - SRS Mastering
- アルバムアートワーク - レオ・ハオ（Leo Hao）
- デザイン - デニス・"サー"・コストロマン（Dennis "Sir" Kostroman）、ニコライ・"ドクター・ヴェノム"・シムキン（Nikolay "Dr. Venom" Simkin）
- ライナーノーツ - マーカス・ズィーペン（Marcus Siepen）、ミヒャエル・ケンゼン（Michael Kensen）
- ライナーノーツ翻訳（ケンゼン分） - Dr.ジェイソン・ブライトヴェック（Dr.Jason Breitweg）